# Romanisches Seminar der Universität Zürich

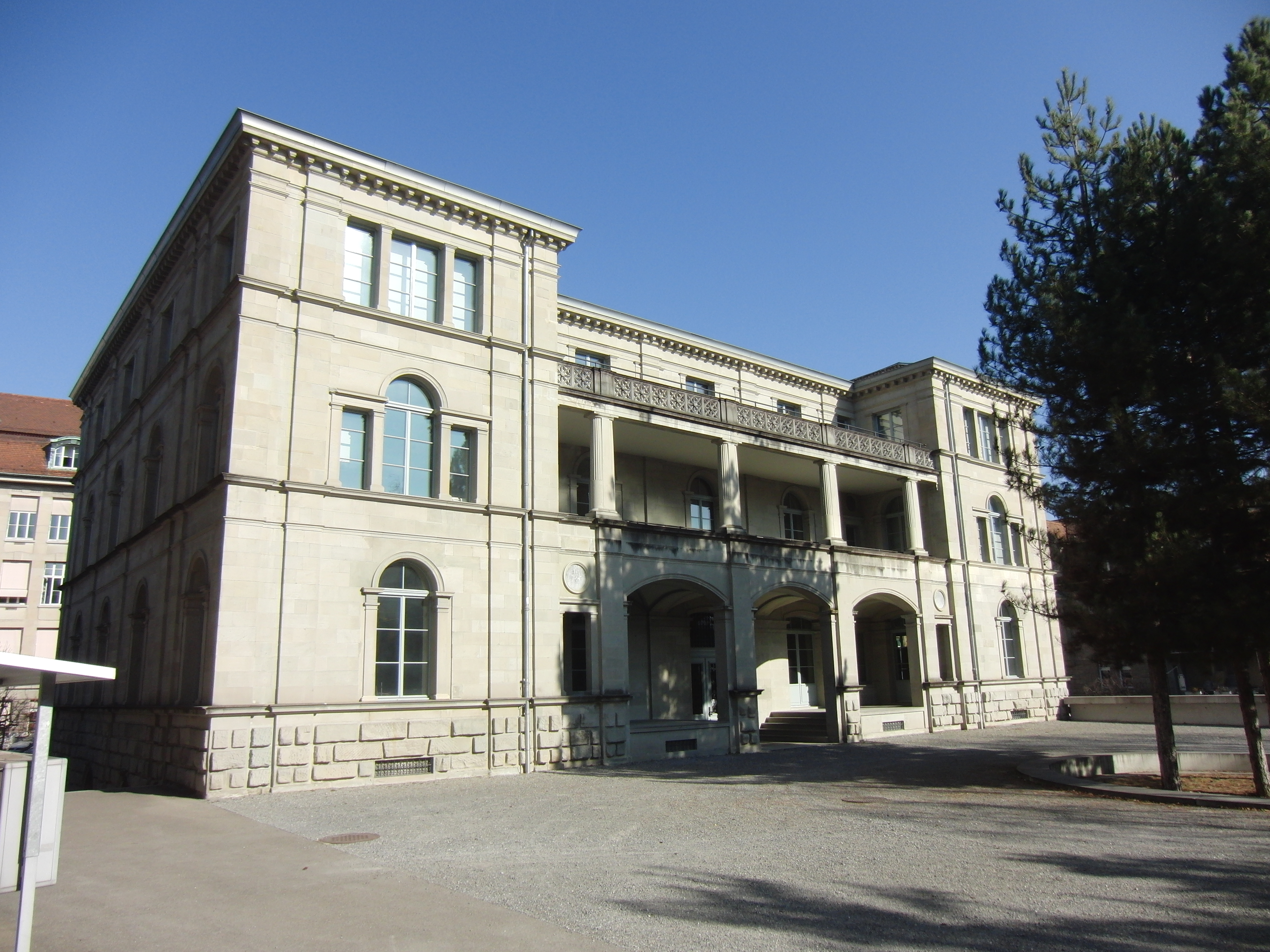
Villa Sonnenbühl, Sitz des Romanischen Seminars

Das Romanische Seminar der Universität Zürich bezeichnet eine Institution der Universität Zürich und ein Gebäude in der Altstadt von Zürich.

## Gebäude
Das Romanische Seminar an der Zürichbergstrasse 8 wurde 1867 von Gottfried Semper für Johann Heinrich Fierz erstellt, ist kantonal denkmalgeschützt und heisst seit 2001 „Romanisches Seminar“.

## Institution
Das Romanische Seminar ist Teil der Philosophischen Fakultät der Universität Zürich. Es ist die grösste Institution für romanische Philologie in der Schweiz und befindet sich seit 2001 an der Zürichbergstrasse 8. Die am Seminar angebotenen Fächer beinhalten die Sprachen Französisch, Italienisch, Rätoromanisch, Spanisch, Portugiesisch und Rumänisch sowie vergleichende romanische Sprach- und Literaturwissenschaft.